# Брауер Дітріх Борисович
Дітріх Борисович Брауер (нім. Dietrich Brauer, нар.. 3 січня 1983, Владивосток, РРФСР) — архієпископ Євангелічно-лютеранської церкви в Росії у 2014—2022 роках.

## Біографія
Середню освіту здобув у Москві. Закінчив музичну школу. Після школи займався вивченням юриспруденції. В 2001—2005 роки навчався в Теологічній семінарії Євангелічно-лютеранської церкви в Новосаратовці (Ленінградська область). У 2005—2010 роках — пастор в Гусєвському регіоні (Гумбіннен) Калінінградського пробоства. У березні 2010 року, архієпископ ЄЛЦ Август Крузе призначив Дітріха Брауера єпископським візитатором.
11 березня 2011 року, на засіданні XVIII Синоду ЄЛЦЄР (Євангелічно-лютеранська церква Європейської частини Росії) у підмосковному місті Пушкіно, переважною більшістю голосів Дітріх Брауер був обраний єпископом. Рукопокладення відбулося 12 березня 2011 року в Кафедральному соборі святих апостолів Петра і Павла у Москві. Рукопокладення провів архієпископ Август Крузе за участю єпископа-емерита Зігфріда Шпрінгера, а також президента Генерального Синоду ЄЛЦ і пробста Володимира Проворова.
У 2012 році на Генеральному синоді Євангелічно-лютеранської церкви був обраний виконуючим обов'язків архієпископа. Через два роки на Генеральному синоді, 18 вересня 2014 року — був обраний архієпископом Євангелічно-лютеранської церкви в Росії.
У травні 2015 року став членом Ради із взаємодії з релігійними об'єднаннями при президенті Російської Федерації.
Після початку вторгнення Росії в Україну залишив територію РФ. Подав у відставку 1 червня 2022 року. Відставку було визнано Генеральним синодом 7 червня. На виборах, що відбулися 8 червня 2022 року, було обрано нового архієпископа — Володимира Проворова. Дітріху Брауеру було присвоєно титул архієпископа-емеритуса.

## Родина
Дітріх Брауер одружений, має трьох дітей.